# 克吕 (索恩-卢瓦尔省)
克吕（法語：Clux，法語發音：[kly]）是法国索恩-卢瓦尔省的一个旧市镇，属于索恩河畔沙隆区。2015年1月1日，克吕与市镇拉维勒讷沃合并为新市镇克吕-维勒讷沃。

## 地理
克吕（46°57'30"N, 5°11'29"E）面积8 平方千米，位于法国勃艮第-弗朗什-孔泰大區索恩-卢瓦尔省，该省份为法国中部省份，北起顺时针与科多尔省、汝拉省、安省、罗讷省、卢瓦尔省、阿列省和涅夫勒省接壤。
与克吕接壤的市镇（或旧市镇、城区）包括：朗特、拉维勒讷沃、普尔朗。
克吕的时区为UTC+01:00、UTC+02:00（夏令时）。

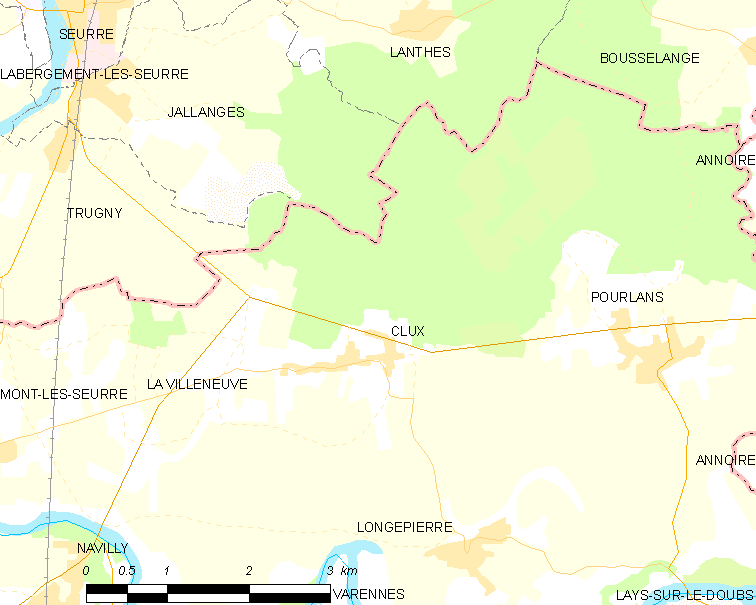
克吕的OSM定位图

## 行政
克吕的邮政编码为71270，INSEE市镇编码为71138。

## 政治
克吕所属的省级选区为热尔日县。

## 人口

1962-2008年间克吕人口变化图示

克吕于2017年1月1日时的人口数量为115人。